# Gandrange
Gandrange település Franciaországban, Moselle megyében. Lakosainak száma 3006 fő (2022. január 1.). Gandrange Amnéville, Fameck, Richemont és Vitry-sur-Orne községekkel határos.

## Népesség
A település népességének változása:
| Lakosok száma | 2706 | 2296 | 2370 | 2520 | 2933 | 2886 | 2907 | 3028 | 3035 | 3006 |
|               | 1968 | 1982 | 1990 | 2006 | 2011 | 2016 | 2017 | 2019 | 2020 | 2022 |